# Cometa Shoemaker-Levy 9
El cometa Shoemaker-Levy 9 (formalment anomenat D/1993 F2) va ser el novè cometa descobert pels astrònoms Carolyn i Eugene Shoemaker i David Levy. Va resultar ser el primer cometa observat girant al voltant d'un planeta (Júpiter) en lloc del Sol. El cometa estava fragmentat (amb fragments d'uns 2 km de diàmetre), a causa d'un pas pròxim a Júpiter ocorregut al juliol 1992, quan va ser destrossat per les forces de marea en passar més prop que el límit de Roche.
Entre el 16 de juliol i el 22 de juliol 1994, vint fragments del cometa van xocar amb l'hemisferi del sud de Júpiter a 60 quilòmetres per segon, proporcionant la primera observació directa d'una col·lisió de dos objectes del sistema solar. La col·lisió va produir en l'atmosfera taques fosques que van romandre visibles durant diversos dies. L'esdeveniment va ser àmpliament observat per astrònoms del món, a causa de la seva tremenda importància científica. El succés va ser àmpliament tractat pels mitjans de comunicació, probablement en part a causa de la fascinació amb la possibilitat d'impactes de cometes amb la Terra. El succés va atraure l'atenció sobre el paper de Júpiter a netejar el sistema solar intern de restes sobrants de la formació del sistema solar.

## El descobriment
El cometa Shoemaker-Levy 9 (SL9) va ser descobert per astrònoms Eugene Shoemaker, Carolyn Shoemaker i David Levy en la nit del 23 de març 1993. Es va descobrir en una fotografia presa amb el telescopi Schmidt de 0.4-metres de l'observatori Palomar a Califòrnia. El cometa va ser un descobriment casual, ja que estaven dirigint un programa d'observacions dissenyat per descobrir objectes pròxims a la Terra.
Carolyn treballa en la Universitat d'Arizona i en l'observatori Lowell, el seu marit Eugene és astrogeòleg del Centre d'Estudis Geològics dels Estats Units i David Levy pertany l'observatori Palomar. Els tres formen un equip eficaç de buscadors de cometes, perquè des de 1989 ja n'han trobat 13. Carolyn, amb 32 descobriments, en té el rècord mundial.
La imatge del descobriment va donar la primera prova que SL9 era un cometa rar, tenia nuclis múltiples en una regió d'aproximadament 50 segons d'arc de llarga per 10 segons d'arc d'ample. Brian Marsden, del Central Bureau for Astronomical Telegrams, va fer notar que el cometa estava a només 4 minuts d'arc de Júpiter i que el seu moviment aparent indicava que s'acostava a Júpiter i suggeria que l'objecte eren fragments múltiples d'un cometa trencat per la gravetat de Júpiter.

## Un cometa orbitant Júpiter
Els estudis orbitals del nou cometa van revelar prompte que, al contrari de tots els altres cometes descoberts abans, estava girant al voltant de Júpiter en lloc del Sol. La seva òrbita al voltant de Júpiter tenia la mínima distància al planeta a 0.33 ua. El cometa tenia una òrbita inestable al voltant de Júpiter.
Rastrejant el moviment orbital del cometa cap arrere, va resultar que havia estat girant al voltant Júpiter durant algun temps. El més probable és que fora capturat des d'una òrbita solar entre els anys 1970 i 1972, encara que la captura podia haver ocorregut molt abans. Abans que el cometa fora capturat per Júpiter, probablement era un cometa del curt període amb un afeli en l'òrbita de Júpiter, i un periheli en l'interior del cinturó d'asteroides.
El cometa havia passat summament prop de Júpiter el 7 de juliol 1992, a només 40.000 km per damunt del núvol del planeta, una distància més petita que el radi de Júpiter de 70.000 km, i dins del límit de Roche del planeta dins del qual la força de marea és prou forta per a trencar un cos que només es manté unit per la gravetat. Encara que el cometa havia tingut acostaments pròxims anteriors a Júpiter, el del 7 de juliol pareixia ser el més pròxim, i es pensa que la fragmentació del cometa ha ocorregut en aquell moment.
Rastrejant l'òrbita del cometa, però aquesta vegada cap al futur, es va veure que hi havia una probabilitat summament alta que col·lidís amb Júpiter en juliol del1994; les solucions orbitals millors el feien passar a uns 45.000 km del centre de Júpiter, una distància més xicoteta que el radi del planeta. Els estudis van suggerir que el tren de nuclis cometaris entrarà en l'atmosfera de Júpiter durant un període d'aproximadament 5 dies.
En la foto presa pel Hubble a l'estiu de 1993 es distingeixen quatre trossos a penes separats 1.000 km. Els 20 fragments estan dispersos al llarg de 160.000 km. Els fragments brillen en ser il·luminats per la llum solar i estan rodejats de pols. Els astrònoms els qualifiquen com un collar de perles. Per a saber els efectes del xoc, determinar la massa dels fragments és vital, així com la velocitat de xoc. Segons el Hubble, els 11 fragments majors tenen grandàries entre 2,5 i 4,3 km de diàmetre. L'energia de l'impacte és proporcional a la massa del fragment i, per tant, és proporcional al cub del seu diàmetre.

## Les prediccions per a la col·lisió
Descobrir que era probable que el cometa xocara amb Júpiter va causar una gran excitació en la comunitat astronòmica, perquè els astrònoms mai abans havien tingut l'oportunitat de veure xocar dos cossos del sistema solar. En juny de 1993, es creia que alguns dels trossos podia xocar amb Júpiter el 1994. Per a Brian Marsden, la probabilitat que almenys un tros xocara era del 64%. En novembre de 1993, les anàlisis de la trajectòria fetes per Jay Melosh i James Scotti asseguraven, ja que els fragments arribarien a Júpiter en un període de 6 dies abans i després del 21 de juliol de 1994. La col·lisió donaria als científics una oportunitat única per veure dins de l'atmosfera de Júpiter, perquè s'esperava que les col·lisions causaren erupcions de material de les capes que normalment estan tapades davall els núvols.

### Grandària dels fragments
Les primeres estimacions parlaven d'una massa total molt gran, equivalent a un cometa de 40 km de diàmetre (7 vegades el cometa de Halley). Amb aquesta massa, els impactes produirien una deflagració enorme, els efectes es podrien observar amb un senzill telescopi d'aficionat i va haver-hi qui va especular amb temperatures de l'ordre de 15 milions de graus, capaços de provocar reaccions nuclears.
Les determinacions del Hubble pareixen dir que són més xicotets que l'inicialment establert i, per tant, els seus efectes molt menors. Els astrònoms van estimar que els fragments visibles de SL9 eren de la grandària d'uns cents metres i com a màxim d'un parell de quilòmetres, però, suggerint que el cometa originari pot haver tingut un nucli d'uns 5 km (una miqueta més gran que el cometa Hyakutake, que va ser molt lluminós quan va passar prop de la Terra el 1996). A mitjan maig de 1994, el Hubble va determinar que, per l'acció gravitatòria de Júpiter, els fragments canvien a mesura que el cometa s'acosta a Júpiter. Un dels fragments més xicotets s'havia convertit en pols mentre que un altre s'havia partit en dos. Si el procés segueix avant, els efectes seran molt menors del que s'esperava. Hi havia qui pensava que el succés podria passar desapercebut. S'espera que, segons els fragments vagen acostant-se al planeta, s'escampen més, fins a formar un riu d'un milió i mig de km.
Un motiu de gran debat era si els efectes de l'impacte dels cossos serien observables des de la Terra, a banda d'una flamerada quan els meteors es desintegraren pel xoc amb Júpiter. Per a saber-ne la realitat, va caldre esperar l'esdeveniment i hui sabem que els efectes van ser visibles per als telescopis d'aficionats.

### Lloc sobre Júpiter de l'impacte
L'impacte tindrà lloc en l'hemisferi ocult a la Terra (la trajectòria dels impactes està entre 3° i 10° per darrere del limbe occidental del planeta), per la qual cosa no serien directament observables, però la ràpida rotació del planeta ens mostraria els efectes del xoc al cap de pocs minuts. No obstant això, la sonda Galileu presenciaria l'efecte del xoc, en concret emissions en l'infraroig degudes a la calor generada pel cometa per la fricció amb l'atmosfera de Júpiter. Esta nau es trobava a només 240 milions de km de Júpiter (3 vegades més prop que els observadors terrestres.)
La zona dels impactes a l'entorn dels 45° S està pròxima a la zona temperada sud (SSTeZ), un anell de color blanquinós no fàcilment recognoscible. Hi ha un fet addicional: Júpiter en l'època de l'impacte era només visible un parell d'hores després de la posta solar, cosa que va obligar a coordinar el nombre més gran d'observatoris per a l'observació del succés.

### Túnel, ona de xoc i ona sísmica
Els efectes de la col·lisió divideixen els científics. És clar que els efectes depenen en gran manera de la massa del fragment. Quan un cos sòlid entra a gran velocitat en una atmosfera densa com la de Júpiter, allibera la seua energia cinètica ràpidament a causa de la frenada per fricció amb el gas atmosfèric. Això el fa cremar igual que un meteor quan entra en l'atmosfera de la Terra. Es forma una espècie de túnel per on entra el bòlid, una ona de xoc de gas molt calent que posteriorment s'escapa cap amunt de l'atmosfera pel mateix túnel en forma de ploma de gas. La bola de foc creada s'expandirà ràpidament mentre ascendeix i apareix per damunt del núvol del planeta. Aquesta ejecció de gasos calents serà la prova que s'hi ha produït el xoc.
L'ona de xoc actua com un escut contra la calor despresa per la fricció i els fragments poden penetrar prou en l'atmosfera. El material ejectat cap a fora pot ser traslladat fins i tot més pel camp magnètic i produir efectes en les aurores i en el cinturó de radiació, mentre que ones sísmiques recorren l'atmosfera provocant alteracions en la circulació del planeta. S'espera que aquestes ones sísmiques ajuden a obtenir informació de l'estructura de l'atmosfera, de la mateixa manera que un terratrèmol en la Terra ens dona informació de l'estructura interior del nostre planeta. També es preveia un augment de la boira en l'estratosfera per la pols dels impactes, i un augment en la massa de l'anell de Júpiter.
Aquest és l'escenari general, però detalls com la temperatura que aconsegueix el gas, l'energia alliberada o la pervivència de la pertorbació depenen d'un factor no ben conegut: la massa del bòlid. Atès que l'observació de la col·lisió era completament inaudita, els astrònoms eren cauts amb les seues prediccions del que l'esdeveniment podria revelar.

## Els impactes

### La previsió dels impactes
A mesura que s'acostava la data per a les col·lisions, els astrònoms preparaven els seus telescopis, fins i tot el telescopi espacial Hubble, el ROSAT, satèl·lit d'observació de rajos X i, significativament, la sonda Galileu, llavors en el seu viatge de trobada amb Júpiter fixat per a 1996.
Els impactes successius dels 20 fragments, estava previst que tingueren lloc en les dates i hores següents. També s'indica la zona de la Terra des d'on el planeta era visible en eix instant:
| Den. | Data      | Hora prevista (UTC+2) | Zona                                  |
| A    | 16/7/1994 | 21:57                 | Àfrica, Orient Mitjà, Europa          |
| B    | 17/7/1994 | 04:49                 | Amèrica del Nord, Mèxic, Sud-amèrica  |
| C    | 17/7/1994 | 08:56                 | Nova Zelanda, Hawaii                  |
| D    | 17/7/1994 | 13:42                 | Austràlia, Nova Zelanda, Japó         |
| E    | 17/7/1994 | 17:04                 | Índia, sud de la Xina, Sud-est Àsia   |
| F    | 18/7/1994 | 02:28                 | Amèrica del Sud                       |
| G    | 18/7/1994 | 09:28                 | Nova Zelanda, Hawaii                  |
| H    | 18/7/1994 | 21:26                 | Àfrica, Orient Mitjà, Europa          |
| K    | 19/7/1994 | 12:18                 | Nova Zelanda, Austràlia               |
| L    | 20/7/1994 | 00:07                 | Espanya, el Brasil, Àfrica occidental |
| N    | 20/7/1994 | 12:19                 | Austràlia, Nova Zelanda               |
| P2   | 20/7/1994 | 17:05                 | Índia, sud de la Xina, sud-est d'Àsia |
| Q2   | 20/7/1994 | 21:32                 | Àfrica, Orient Mitjà, Europa de l'Est |
| Q1   | 20/7/1994 | 21:59                 | Àfrica, Orient Mitjà, Europa de l'Est |
| R    | 21/7/1994 | 07:22                 | Hawaii, Amèrica del Nord-oest         |
| S    | 21/7/1994 | 17:07                 | Índia, sud de la Xina, sud-est d'Àsia |
| T    | 21/7/1994 | 20:04                 | Àfrica, Orient Mitjà, Europa          |
| U    | 21/7/1994 | 23:47                 | Espanya, el Brasil, Àfrica occidental |
| V    | 22/7/1994 | 05:57                 | Amèrica del Nord, Mèxic, Sud-amèrica  |
| W    | 22/7/1994 | 09:53                 | Nova Zelanda, Hawaii, Austràlia       |

### L'observació dels impactes
Vegeu Descripció detallada dels impactes del SL9.
El primer impacte va ocórrer a les 20:18 TUC del 16 de juliol 1994, quan el fragment A del nucli va colpejar en l'hemisferi del sud de Júpiter a una velocitat d'aproximadament 60 km/s. Els instruments en la Galileu van descobrir un bòlid que va aconseguir una temperatura màxima d'aproximadament 24.000 K, que contrasta amb la temperatura de la part alta dels núvols de l'atmosfera joviana, que té una temperatura típica d'aproximadament 130 K, així uns 40 segons després la temperatura baixa ràpidament a uns 1.500 K. Uns minuts després, la Galileu i els observadors des de la Terra van descobrir la bola de foc quan va aparèixer pel limbe del planeta, per la rotació de Júpiter, poc després de l'impacte inicial.
Els astrònoms havien previst veure els efectes dels impactes des de la Terra, però no tenien ni idea de fins a quin punt serien visibles els efectes atmosfèrics dels impactes. L'impacte més gran va ser quan el fragment G va colpejar Júpiter: va ocórrer el 18 de juliol a 07:34 TUC. Aquest impacte va crear una taca fosca gegant per damunt dels 12.000 km de diàmetre, i es va estimar com una explosió d'energia equivalent a 6.000.000 megatons de TNT.
Quan amb un telescopi Celestron 8 de 20 cm d'aficionat es va apuntar la nit del 18 de juliol de 1994 a Júpiter, va aparèixer una impressionant taca negra que va resultar ser la taca causada pel fragment G que havia impactat al matí. Definitivament, el fenomen era accessible al gran públic.
Durant 6 dies, es van observar 20 impactes discrets. Dos impactes 12 hores després el 19 de juliol van crear una taca fosca de grandària semblant a la causada pel fragment G, i els impactes van continuar fins al 22 de juliol, quan el fragment W va colpejar el planeta.

### Els descobriments

#### Descripció de l'entrada d'un fragment
Els astrònoms han observat Júpiter amb càmeres infraroges que transformen la calor en imatges.
La seqüència d'esdeveniments en un xoc és:
1. Entrada del bòlid en l'atmosfera, que causa una fogonada de 30 segons per incandescència del material cometari, semblant a com s'encenen els meteors en l'atmosfera terrestre.
2. Llampada d'un o dos minuts amb una intensitat un milió de vegades superior al primer xoc, a causa de l'ona de xoc i l'explosió del fragment.
3. Al cap de sis minuts, colossal bola de foc que aconseguix una intensitat cent milions superior al primer xoc i que va decaient a mesura que la temperatura disminuïx. Les boles de gas de massa igual o superior a 100 milions de tones van aconseguir els 300 km d'alçària.
4. El resultat del xoc són unes taques negres en l'atmosfera que van durar diversos mesos. La taca causada pel fragment G té un color molt fosc de 8.000 km de diàmetre i està rodejada d'un halo gris de 25.000 km. Es creu que el núvol està contaminat amb material del cometa.

#### Els estudis químics

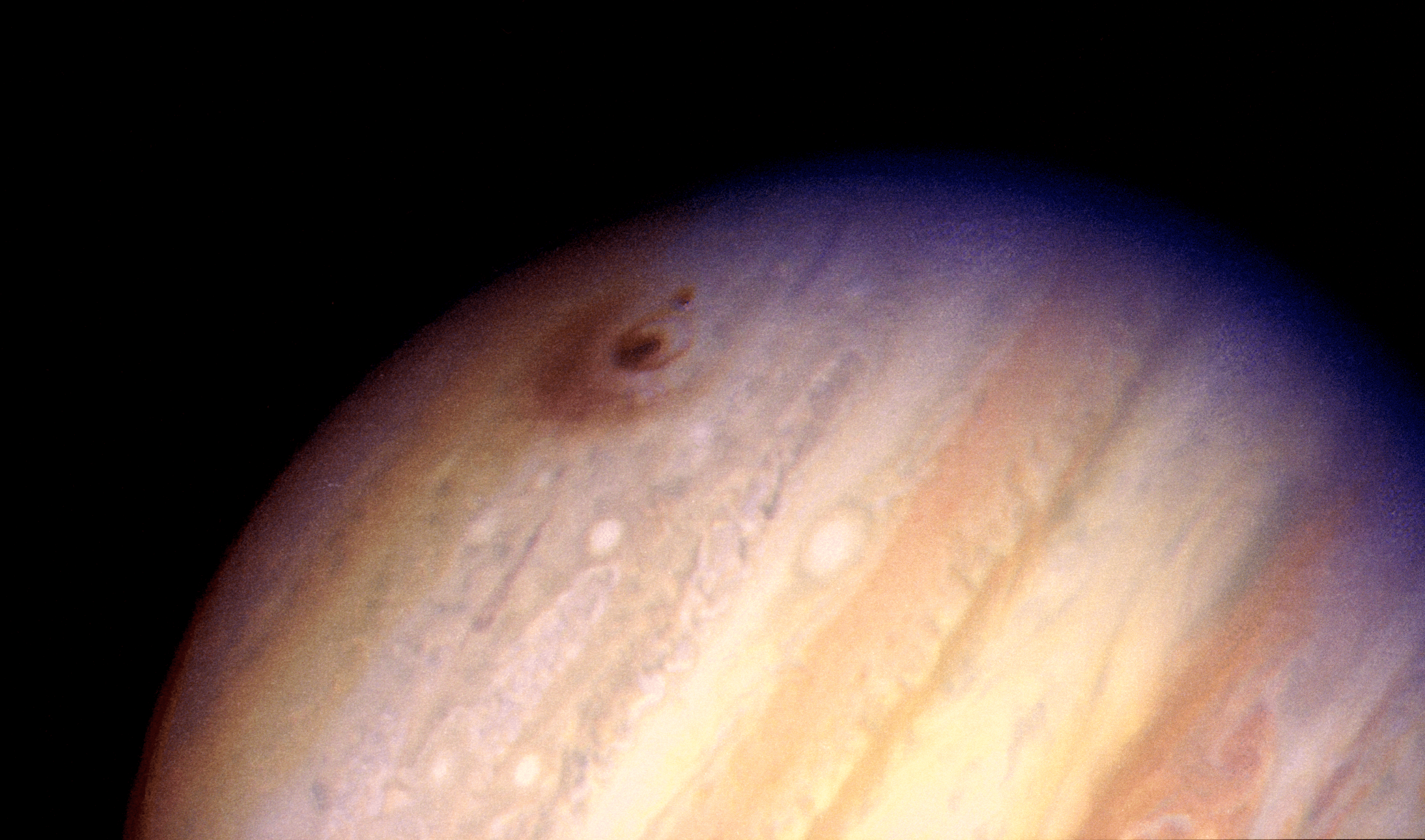
Impacte del fragment G del cometa Shoemaker-Levy 9 en Júpiter

Els observadors esperaven que els impactes els donarien una primera visió del que hi ha per davall dels núvols que cobreixen Júpiter, quan el material que hi ha per davall fora exposat pels fragments del cometa que passen a través de l'atmosfera superior. Els estudis espectroscòpics van revelar la línia d'absorció en l'espectre jovià a causa del sofre (S₂) i del sulfur de carboni (CS 2 ), el primer descobriment d'estes molècules en Júpiter, i només el segon descobriment de S2  en un altre objecte astronòmic. Altres elements que van descobrir foren l'amoníac (NH3 ) i el sulfur d'hidrogen (H2 S), i la quantitat de sofre va indicar que les quantitats d'estos elements era molt major que la quantitat que s'esperaria en un nucli d'un cometa xicotet, per la qual cosa es creu que el material provenia de dins de Júpiter. Açò significa que el cometa ha aconseguit la capa d'hidrosulfat d'amoníac entre 35 i 50 km de profunditat en l'atmosfera de Júpiter. Si la col·lisió ha sigut així de superficial, les grans taques fosques provocades poden desaparèixer ràpidament. Per a sorpresa dels astrònoms, no es van descobrir compostos d'oxigen com el diòxid de sofre.
Per espectroscòpia dels núvols sorgits despresos del xoc, s'hi han detectat també sodi, heli, liti, manganés, ferro, silici i, per descomptat, sofre.
Els sis primers impactes van causar una distorsió en els nivells de metà que formen el 2% de l'atmosfera.
Un dels elements més sorprenents és que no s'han trobat indicis d'aigua o estan en quantitats inferiors a les previstes, significant que o la capa d'aigua que existeix davall dels núvols era més prima que allò que s'ha previst, o que els fragments del cometa no van penetrar fins a la profunditat esperada. Els estudis balístics van mostrar que els fragments del cometa estaven probablement trencats i completament dissipats abans que aconseguiren la capa d'aigua. Els científics esperaven veure brillants núvols blancs en cada un dels impactes. Només després de l'impacte Q2, l'Institut Andalús d'Astrofísica va detectar aigua procedent del cometa i no de Júpiter, que no en conté. Açò posa en dubte si el cos que va xocar era realment un cometa o un asteroide, perquè mentre el primer conté aigua el segon no. Així i tot, l'oxigen que pot contenir la roca en reaccionar amb l'hidrogen de l'atmosfera hauria de produir aigua.

#### Altres observacions
1. Les observacions de ràdio van revelar un marcat augment en l'emissió a una longitud d'ona de 21 cm després dels impactes més grans que van aconseguir un màxim de 120% de l'emissió normal del planeta. Es pensava que açò era a causa de la radiació synchotron, causada per la injecció d'electrons movent-se pels impactes a velocitats relativistes en la magnetosfera joviana. Est canvi no havia sigut previst pels científics perquè les emissions provenen del cinturó d'electrons entorn del planeta.
2. Després del xoc, s'ha observat un augment de les aurores boreals causat per l'entrada de material en la magnetosfera de l'hemisferi sud.
3. Els impactes més grans van provocar, segons l'Institut Astrofísic de Canàries IAC, una doble deflagració, observada en totes les freqüències; açò s'associa a canvis en la lluminositat provocada per l'evolució tèrmica del fenomen.
4. Com estava previst per endavant, les col·lisions van generar una enorme ona sísmica que va agranar el planeta a velocitats de 450 km/s i es va observar durant més de dues hores després dels impactes més grans. Estes onades pareixien ser l'ona de gravetat, que viatja dins d'una capa estable que actua com una guia d'ones, pel suposat núvol d'aigua de la troposfera.

## Anàlisi post-impacte

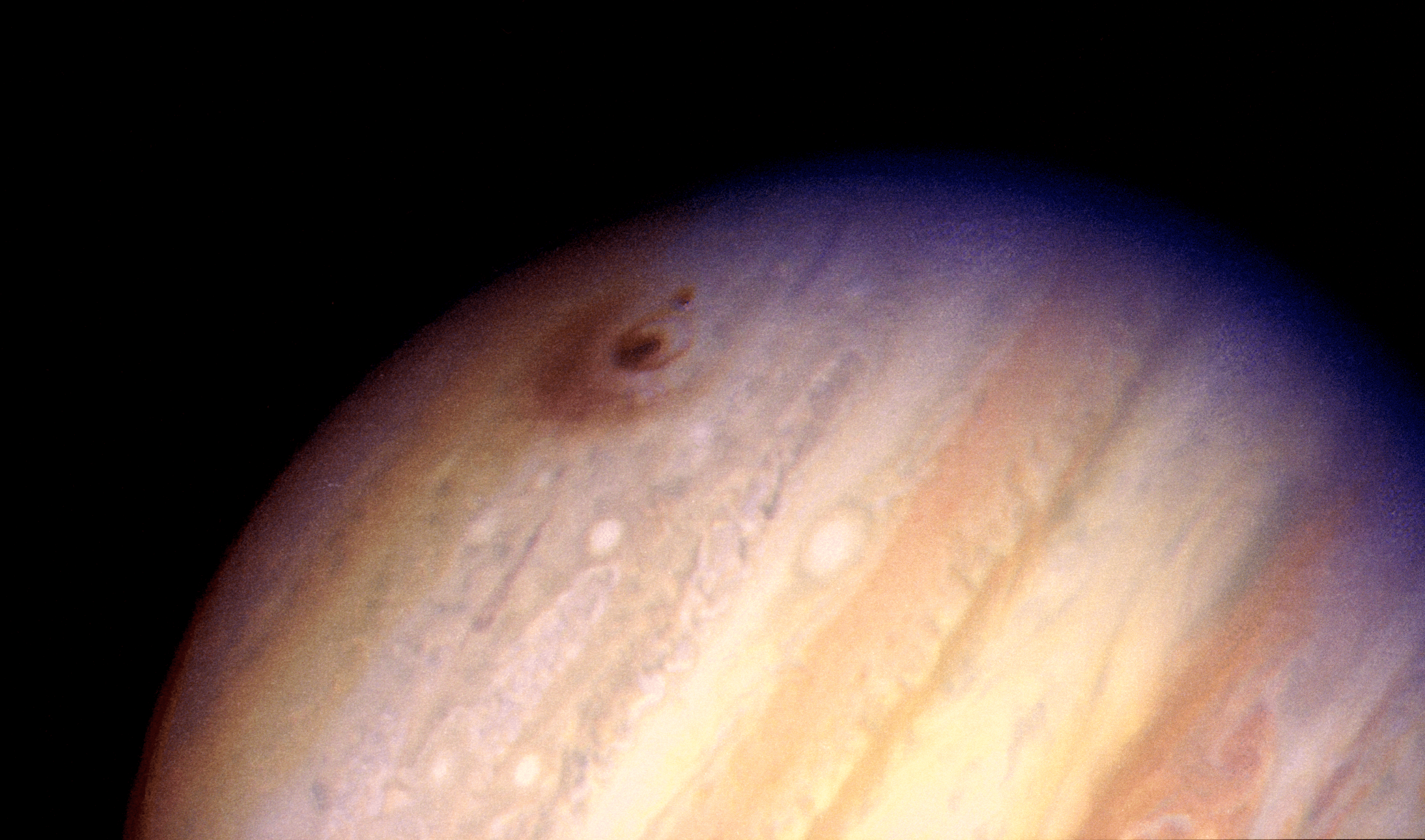
Un patró d'expulsió asimètric de color vermellós

Es van dissenyar diversos models per calcular la densitat i la mida de Shoemaker-Levy 9. Es calculava que la seva densitat mitjana era aproximadament 0,5 g/cm³; la ruptura d'un cometa molt menys dens no s'hauria semblat a la cadena d'objectes observada. Es calculava que la mida del cometa pare era propera a 1, 8 km de diàmetre. Aquestes prediccions van ser d'entre les poques que es van confirmar realment per una observació posterior.
Una de les sorpreses dels impactes va ser la poca quantitat d'aigua que es va revelar en relació amb les prediccions anteriors. Abans de l'impacte, els models de l'atmosfera de Júpiter havien indicat que el trencament dels fragments més grans es produiria a les pressions atmosfèriques prop dels 30 kilopascals a unes poques desenes de megapascals (de 0,3 a uns pocs centenars bar), amb algunes prediccions que el cometa penetraria en una capa d'aigua i creés una boira blava sobre aquesta regió de Júpiter.
Els astrònoms no van observar grans quantitats d'aigua després de les col·lisions, i els estudis d'impacte posteriors van trobar que la fragmentació i la destrucció dels fragments cometaris en una "explosió a l'aire" van ocórrer probablement a altituds molt més elevades del que s'esperava, fins i tot destruint els fragments més grans quan la pressió va arribar a 250 kPa (36 psi), molt per sobre de la profunditat esperada de la capa d'aigua. Els fragments més petits probablement es van destruir abans que arribessin a la capa de núvols.

## Efectes a llarg termini
Les cicatrius dels impactes en Júpiter van ser visibles durant molts mesos després de l'impacte. Eren summament prominents, i els observadors les van descriure com més fàcilment visibles que la gran Taca Vermella. Una cerca d'observacions històriques va revelar que les taques, probablement, eren més prominents que el que ningú ha vist en el planeta mai, i que mentre la gran Taca Vermella és notable pel seu color cridaner, cap taca de la grandària i foscor de les causades pels impactes de SL9 s'ha vist abans.

## La freqüència dels impactes

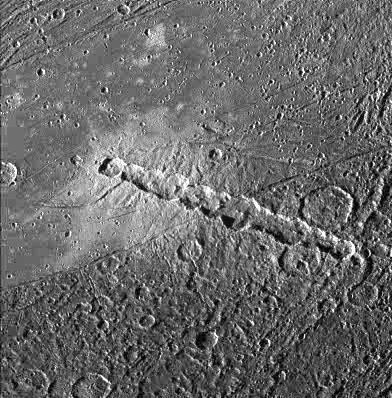
Una cadena de cràters a Ganimedes, probablement causat en un esdeveniment d'impacte semblant al SL9

Des de l'impacte de SL9, s'han trobat dos cometes molt xicotets girant al voltant de Júpiter. Els estudis han mostrat que el planeta, el més gran del sistema solar, els captura amb prou freqüència des de l'òrbita solar.
L'òrbita del cometa al voltant de Júpiter és generalment inestable, és altament el·líptica i el cometa és pertorbat fortament per la gravetat del Sol. Les anàlisis han estimat la freqüència de caiguda en Júpiter en una o dues vegades per segle, però l'impacte de cometes de la grandària de SL9 és molt menys comú, probablement no més d'un per mil·lenni.
Hi ha molt fortes evidències de cometes que anteriorment s'han fragmentat o han xocat amb Júpiter i els seus satèl·lits. Durant les missions del Voyager al planeta, els científics planetaris van identificar 13 cadenes de cràters en la lluna Calisto i tres en Ganimedes, l'origen de les quals era inicialment un misteri. Les alineacions de cràters vistes a la Lluna són causades sovint com a radiants dels cràters grans, o causats pels impactes secundaris del projectil originari, però les cadenes de cràters en les llunes jovianes no porten a un cràter més gran. L'impacte de SL9 va recolzar fortament que les cadenes eren degudes a cometes trencats per l'acció de Júpiter i els trens de fragments cometaris formats xocant en els satèl·lits.

## Júpiter com una "aspiradora còsmica"
L'impacte de SL9 va ressaltar el paper de Júpiter com una "aspiradora còsmica" per al sistema solar intern. Els estudis han mostrat que el planeta, per la influència gravitatòria, porta molts cometes xicotets i asteroides a xocar amb el planeta, i es pensa que la proporció d'impactes en Júpiter de cometes és entre dos i deu vegades superior que la proporció en la Terra.
No és fàcil que una cosa semblant ocórrega en la Terra. Si SL9 xocara amb la Terra, els efectes serien devastadors. No estaríem ací parlant, segons expressió de E. Shoemaker.
Si Júpiter no estiguera, estos cossos xicotets podrien xocar amb els planetes interns. Es creu que l'extinció dels dinosaures a finals del Cretaci ha sigut causada per l'impacte que va crear el cràter de Chicxulub, i demostra que els impactes són una amenaça seriosa per a la vida en la Terra. Els astrònoms han especulat que els esdeveniments d'extinció podrien haver sigut molt més freqüents en la Terra sense Júpiter, i la vida complexa no es podria haver desenvolupat. Fa 20.000 anys, un meteorit va causar a Arizona el cràter Meteor. Va ser precisament Eugene Shoemaker qui va desvelar el seu origen. A principis del segle passat (1908), a Tunguska (Sibèria) un cometa va causar la destrucció d'una àmplia zona de bosc.